# Agneza Meranska
Agneza Meranska (umrla 1201.) bila je plemkinja i kraljica Francuske. Zvana je i Marija.
Njezini su roditelji bili vojvoda Bertold od Meranije i njegova žena, Agneza od Rochlitza, kći Matilde od Heinsberga. Agneza je bila sestra kraljice Gertrude i teta Bele IV.
U lipnju 1196. godine Agneza se udala za francuskog kralja Filipa II. Njihov je brak bio kontroverzan jer je Filip istovremeno bio oženjen danskom kraljevnom Ingeborg. Agneza je rodila kćer Mariju te sinove Filipa i Ivana Tristana. Papa Inocent III. proglasio je brak Filipa i Agneze ništavnim. Agneza je umrla 1201. godine u Poissyju.